# DEV Aratere
El DEV Aratere es un ferry-crucero operado por la naviera KiwiRail de Nueva Zelanda. Construido en 1998 y reformado en 2011, realiza cuatro rutas diarias en el servicio "Interislander" a través del Estrecho de Cook desde Wellington a Picton. Ampliando su servicio durante los meses de diciembre y enero.

## Historia
El "Aratere" es un buque diesel eléctrico construido para Tranz Rail en 1998 para reemplazar al "Aratika". El nombre "Aratere" es una palabra maorí que significa "ruta rápida" ("ara" = "ruta", "tere" = "rápida").
En 2011, el “Aratere” se sometió a un reacondicionamiento de un coste de 52 millones de dólares en el astillero Sembawang de Singapur, aumentando su capacidad de 360 a 600 pasajeros. El reacondicionamiento incluyó una nueva proa y popa. Reforma en la que la embarcación también fue alargada.

### Incidentes
El “Aratere” ha estado involucrado en varios problemas técnicos y fallos del motor durante sus años de servicio. No existe una relación oficial entre estos incidentes, aunque los medios de comunicación han avivado las especulaciones de que el ferry puede estar gafado. Los incidentes notables han incluido:
- 25 de febrero de 1999: avería del motor.
- 18 de diciembre de 2000: avería del motor.[3]
- 10 de febrero de 2005 – el “Aratere” fue detenido después de una inspección y los inspectores señalaron que había llegado de España seis años antes en un estado espantoso. Ya no podían permitirle realizar las rutas en ese estado. Finalmente, se le permitió navegar de nuevo el 15 de marzo.
- Después de la extensa remodelación llevada a cabo en Singapur en 2011, el buque volvió a sufrir numerosos incidentes, incluidos fallos de motor. El 2 de noviembre de 2011, Maritime NZ ordenó que el barco dejara de operar hasta que se comprobara que era seguro.
- El 5 de noviembre de 2013, el “Aratere” rompió un eje de transmisión y perdió una hélice en el estrecho de Cook. Esto inicialmente dejó al barco fuera de servicio, lo que provocó una interrupción en los horarios de Interislander. Posteriormente, se permitió al buque realizar únicamente travesías de carga con una sola hélice de propulsión.[4]

## Diseño

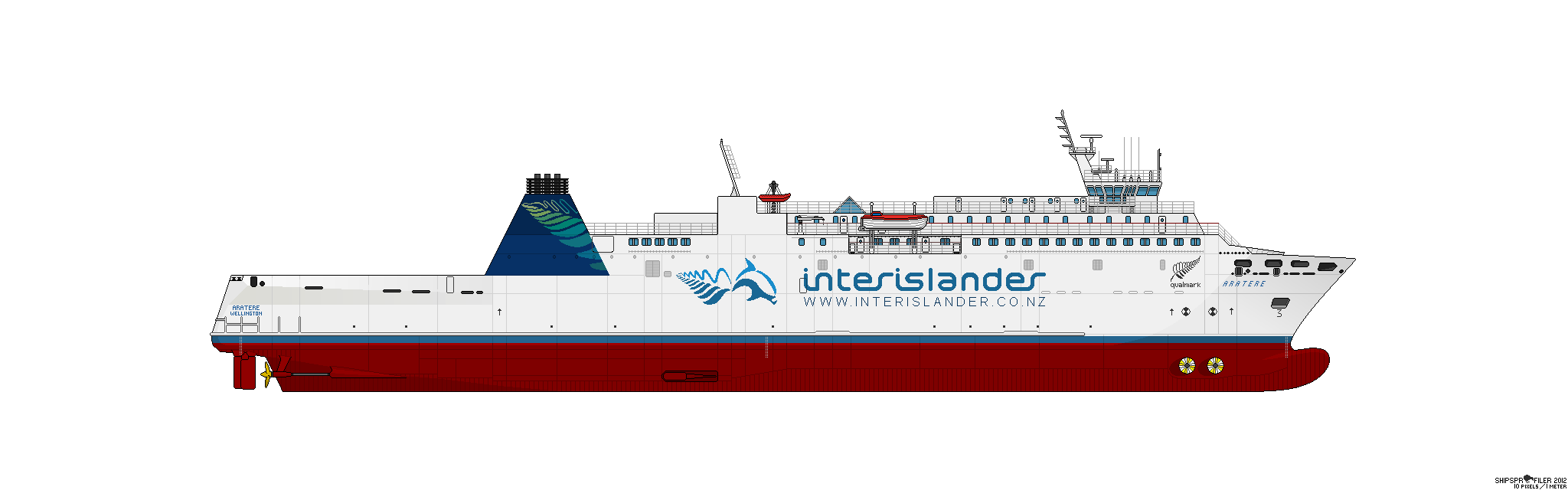
Perfil de Aratere en 2009, antes de su alargamiento.

El buque cuenta con cubiertas para carga general y vehículos. Estos se pueden cargar simultáneamente a través de la popa. Una bodega inferior tiene espacio adicional para automóviles, aunque el acceso a esta bodega se bloqueó después de la reparación en Singapur.
El "Aratere" dispone de seis cubiertas:
- Cubierta 1 - Sala de máquinas.
- Cubierta 2 - Cubierta de carga.
- Cubierta 3 - Cubierta para vehículos.
- Cubierta 4 - Bar, cafetería, tiendas, salón, acceso a la terraza.
- Cubierta 5: Sala VIP, alojamientos para conductores, acceso a la cubierta que incluye asientos al aire libre.
- Cubierta 6 - Puente de mando y solárium.

## Servicio
El buque realiza seis rutas diarias del Estrecho de Cook. A finales de 2009, el “Aratere” celebró su travesía número 20 000, habiendo recorrido alrededor de 2 millones de kilómetros.